# Konkurs Eurowizji dla Młodych Tancerzy 2015
14. Konkurs Eurowizji dla Młodych Tancerzy został zorganizowany 19 czerwca 2015 roku w Teatrze Nowym w Pilźnie przez czeskiego nadawcę publicznego Česká televize. Był to pierwszy konkurs Europejskiej Unii Nadawców organizowany w Czechach.
W finałowym duecie konkursu zmierzyły się ze sobą reprezentantki Polski i Słowenii. Decyzją międzynarodowego jury laureatką konkursu została Polka, Viktoria Nowak. Zwycięską choreografię do muzyki Henryka Mikołaja Góreckiego, zatytułowaną „Piece in Old Style” przygotował Jacek Przybyłowicz.

## Jury

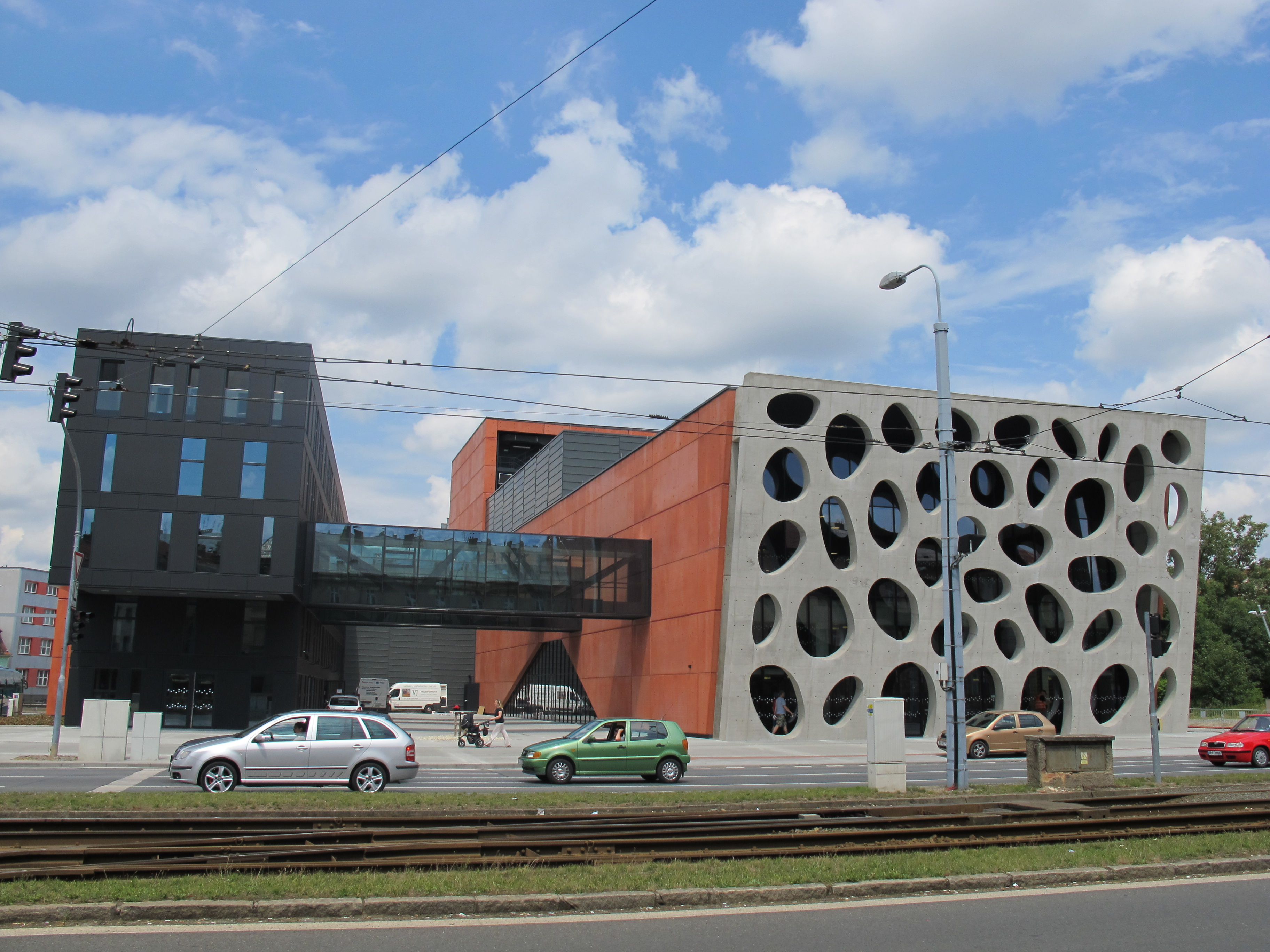
Teatr Nowy w Pilźnie, miejsce organizacji konkursu w 2015 roku

W skład komisji jurorskiej konkursu weszli:
- Alexandra „Spicey” Landé – Kanada
- Jiří Bubeníček – Czechy
- Zenaida Yanowsky – Hiszpania; zwyciężczyni konkursu z 1993 roku

## Uczestnicy
Dziesięć państw wyraziło chęć udziału w konkursie, w tym dwa debiutujący nadawcy publiczni z Albanii oraz Malty. Słowacki nadawca publiczny RTVS, powrócił do rywalizacji po piętnastoletniej przerwie. Nadawcy z Armenii, Białorusi oraz Ukrainy wycofali się z udziału w tej edycji konkursu.
| L.p. | Kraj     | Tancerz          | Wiek | Nazwa prezentacji             | Autor choreografii       | Wynik      |
| ---- | -------- | ---------------- | ---- | ----------------------------- | ------------------------ | ---------- |
| 1    | Słowenia | Staša Tušar      | 17   | „Gardenfound”                 | Tanja Pavlič             | 2. miejsce |
| 2    | Norwegia | Trine Lise Moe   | 19   | „Flux”                        | Masja Abrahamsen         |            |
| 3    | Słowacja | Valéria Stašková | 18   | „La Esmeralda”                | Marius Petipa            |            |
| 4    | Malta    | Anthea Zammit    | 21   | „Ticrita - Tear Apart”        | Dorian Mallia            |            |
| 5    | Holandia | Thijs Hogenboom  | 20   | „Variation of the Male Flame” | Thom Stuart              |            |
| 6    | Polska   | Viktoria Nowak   | 18   | „Piece in Old Style”          | Jacek Przybyłowicz       | 1. miejsce |
| 7    | Albania  | Klaudio Begaj    | 17   | „Scream of Life”              | Arjan Sukniqi            |            |
| 8    | Szwecja  | Agnes Klapp      | 18   | „L’après midi”                | Mia Stagh                |            |
| 9    | Niemcy   | Thomas Rohe      | 21   | „Senses”                      | Thomas Rohe              |            |
| 10   | Czechy   | Helena Nováčková | 17   | „Soldier On My Own”           | Jana Kovačević Spiessová |            |

## Transmisja
Konkurs był transmitowany lub retransmitowany przez następujących nadawców:
1. – na żywo; TVSH, TVSH2, RTSH HD, RTSH Muzikë, RTSH Art
2. – na żywo; ČT2
3. – 28 czerwca, godz. 18:10; NPO 2
4. – godzinne opóźnienie; TVM 1
5. – 12 lipca, godz. 11:00; WDR
6. – na żywo; NRK 1
7. – na żywo; TVP Kultura
8. – na żywo; RTVS 2
9. – 28 czerwca, godz. 20:00; RTVSLO 2
10. – 20 czerwca, godz. 20:00; SVT 2